# Un risque à courir
Pour plus de détails, voir Fiche technique et Distribution.
Un risque à courir (titre original : Target of an Assassin) est un film sud-africain réalisé par Peter Collinson, sorti en 1977. Il met en vedette Anthony Quinn, John Phillip Law, Marius Weyers et Simon Sabela.
Le film est également connu sous les titres Tigers Don't cry et en français La Mort d'un salopard. 

## Synopsis
Le président d'un pays voisin (Simon Sabela), ayant été victime de tentatives d'attentat, est soigné dans un hôpital de Johannesburg par les soins d'un infirmier (Anthony Quinn). Ce dernier décide de le kidnapper pour son gain personnel sans savoir que le président est la cible d'un tueur professionnel (John Phillip Law).

## Fiche technique
- Titre : Un risque à courir
- Titre original : Target of an Assassin
- Titres alternatifs : Tigers Don't cry / La Mort d'un salopard
- Réalisation : Peter Collinson
- Scénario :
- Pays d'origine :  Afrique du Sud
- Genre : Thriller
- Dates de sortie :
  - Afrique du Sud : 10 février 1977

## Distribution
- Anthony Quinn (VF : Henry Djanik) : Ernest Hobday 'Sailor' Slade
- John Philip Law (VF : Pierre Marteville) : Shannon
- Simon Sabela (VF : Robert Liensol) : le président Lunda
- Sandra Prinsloo (VF : Monique Morisi) : Sœur Janet Hobart
- Marius Weyers (VF : Jacques Thébault) : le colonel Albert Pahler
- Janet du Plessis (VF : Sylviane Margollé) : Ginny Slade
- Ken Gampu (VF : René Bériard) : le ministre Manga